# 삼괴중학교
삼괴중학교(三槐中學校)는 대한민국 경기도 화성시 우정읍 조암리에 있는 사립 중학교이다.

## 학교 연혁
- 1953년 12월 1일 : 학교법인 삼괴학원 설립인가
- 1954년 5월 10일 : 삼괴중학교 개교, 6학급 인가
- 1964년 6월 17일 : 학교법인 삼괴학원 조직변경, 백성기 이사장 취임
- 1979년 11월 17일 : 3층 교실 신축(12개 교실)
- 1983년 2월 28일 : 삼괴중학교 14학급 인가
- 2002년 5월 1일 : 학교 급식실 준공
- 2005년 9월 27일 : 교사(校舍) 이전 신축 승인
- 2006년 5월 4일 : 이사장 백승현 박사 취임
- 2008년 1월 10일 : 교실5실, 도서실, 다목적실 증축
- 2016년 12월 31일 : 전처리실 및 급식실 증축
- 2022년 9월 21일 : 수림관(다목적체육관) 개관
- 2024년 1월 5일 : 2023학년도 제70회 졸업생 103명(총 12,921명)
- 2024년 3월 1일 : 제20대 송제선 교장 취임

## 참고 자료
- 삼괴중학교 - 한국교육학술정보원 학교알리미